# The Final Cut
The Final Cut – album brytyjskiej grupy rockowej Pink Floyd. Nagrany został w 1982 roku, a wydany 21 marca 1983 (w Wielkiej Brytanii) i 2 kwietnia 1983 (w Stanach Zjednoczonych).
Jest to ostatni album nagrany w składzie z Rogerem Watersem i był w jego zamyśle pożegnaniem Pink Floyd. Ze względu na absolutną dominację tego muzyka w zespole podczas prac nad albumem oraz faktyczną dezintegrację grupy (pozostali członkowie Pink Floyd pojawiają się nie we wszystkich utworach), przez wielu The Final Cut jest uważany za solowe osiągnięcie Watersa. W podtytule zawiera informację: A Requiem for a Post-War Dream by Roger Waters.

## Charakterystyka albumu
The Final Cut – kolejny album Pink Floyd wydany w 1983, był w pewnym sensie kontynuacją The Wall. Roger Waters, bo jest to już praktycznie jego solowy album, skupia się na wątku autobiograficznym bólu po utracie ojca na wojnie. Jako że przygotowanie materiałów do płyty zbiegło się w czasie z wojną brytyjsko-argentyńską o Falklandy, muzyka nabrała nieoczekiwanej aktualności. Waters w swych tekstach użył bezpośrednich odniesień do współczesnych mu wydarzeń, zwłaszcza w Get Your Filthy Hands Off My Desert (zabieraj swoje parszywe łapska od mojej pustyni) mówiąc o zatopieniu argentyńskiego krążownika General Belgrano. Tak jak w The Wall wojna, utrata ojca, powojenne życie opisywane jest oczami dziecka, tak w Final Cut Waters widzi te i współczesne wydarzenia oczami człowieka dorosłego, pełnego życiowych doświadczeń. Płyta zawiera dedykację For Eric Fletcher Waters 1913–1944. Album ten początkowo miał nazywać się Spare Bricks i być ścieżką dźwiękową do filmu „Pink Floyd The Wall” (tytuł The Final Cut został zaczerpnięty ze sztuki Williama Szekspira „Juliusz Cezar”).
The Final Cut pogłębił dezintegrację grupy. Perkusista Nick Mason w ogóle zaczął tracić zainteresowanie muzyką. Richard Wright już oficjalnie był poza grupą i w pracach nad albumem nie uczestniczył. David Gilmour, dawniej obok Watersa druga podpora grupy, wspomina pracę z coraz bardziej nieprzystępnym i apodyktycznym Watersem jako niekończący się koszmar.

## Lista utworów
Oryginalna płyta winylowa:

### Strona pierwsza
| Nr | Tytuł                 | Długość |
| -- | --------------------- | ------- |
| 1. | "The Post War Dream"  | 3:02    |
| 2. | "Your Possible Pasts" | 4:22    |
| 3. | "One of the Few"      | 1:12    |
| 4. | "The Hero’s Return"   | 2:56    |
| 5. | "The Gunner's Dream"  | 5:07    |
| 6. | "Paranoid Eyes"       | 3:40    |

### Strona druga
| Nr | Tytuł                                 | Długość |
| -- | ------------------------------------- | ------- |
| 1. | "Get Your Filthy Hands Off My Desert" | 1:19    |
| 2. | "The Fletcher Memorial Home"          | 4:11    |
| 3. | "Southampton Dock"                    | 2:13    |
| 4. | "The Final Cut"                       | 4:46    |
| 5. | "Not Now John"                        | 5:01    |
| 6. | "Two Suns in the Sunset"              | 5:14    |

### Reedycja z 2004 (płyta CD)
| Nr  | Tytuł                                 | Długość |
| --- | ------------------------------------- | ------- |
| 1.  | "The Post War Dream"                  | 3:02    |
| 2.  | "Your Possible Pasts"                 | 4:22    |
| 3.  | "One of the Few"                      | 1:12    |
| 4.  | "When the Tigers Broke Free"          | 3:16    |
| 5.  | "The Hero’s Return"                   | 2:56    |
| 6.  | "The Gunner's Dream"                  | 5:07    |
| 7.  | "Paranoid Eyes"                       | 3:40    |
| 8.  | "Get Your Filthy Hands Off My Desert" | 1:19    |
| 9.  | "The Fletcher Memorial Home"          | 4:11    |
| 10. | "Southampton Dock"                    | 2:13    |
| 11. | "The Final Cut"                       | 4:46    |
| 12. | "Not Now John"                        | 5:01    |
| 13. | "Two Suns in the Sunset"              | 5:14    |

Edycja wydana z okazji jubileuszu dwudziestolecia wydania albumu (w 2004 roku) zawiera jeszcze utwór When The Tigers Broke Free (po "One of the few"), który ukazał się wcześniej jedynie na składance Echoes:The Best of Pink Floyd. Utwór ten pierwotnie ukazał się na A stronie singla wydanego 26 lipca 1982 roku. Na stronie B znajdował się "Bring the Boys Back Home".

## Twórcy
- David Gilmour – gitara, śpiew (w Not Now John)
- Nick Mason – perkusja
- Roger Waters – śpiew, gitara basowa, gitara akustyczna
- Andy Bown – organy Hammonda
- Ray Cooper – instrumenty perkusyjne
- Michael Kamen – instrumenty klawiszowe, aranżacje orkiestrowe
- Andy Newmark – perkusja (w Two Suns in the Sunset)
- Raphael Ravenscroft – saksofon